# Área metropolitana de Salt Lake City
El Área Metropolitana de Salt Lake City, es un Área Estadística Metropolitana (MSA) centrada en la ciudad Salt Lake City, capital de Utah, en Estados Unidos. Denominada como tal por la Oficina de Administración y Presupuesto, su población según el censo de 2010 es de 1.124.197 de habitantes.

## Composición
Los 3 condados del área metropolitana, junto con su población según los resultados del censo 2010:
- Salt Lake– 1.029.655 habitantes
- Summit– 36.324 habitantes
- Tooele– 58.218 habitantes

## Área Estadística Metropolitana Combinada
El área metropolitana de Salt Lake City es parte del Área Estadística Metropolitana Combinada de Salt Lake City-Ogden-Clearfield, UT CSA junto con:
- El Área Estadística Metropolitana de Ogden-Clearfield, UT MSA;
- El Área Estadística Micropolitana de Brigham City, UT µSA; y
- El Área Estadística Micropolitana de Heber, UT µSA;

totalizando 1.744.886 habitantes en un área de 51.328 km².

## Poblaciones del área metropolitana
Lugares con más de 100.000 habitantes
- Salt Lake City (ciudad principal)

Otras ciudades y pueblos del área
| - Alta - Bluffdale - Coalville - Cottonwood Heights - Draper - Francis - Grantsville - Henefer - Herriman - Holladay - Kamas - Midvale - Murray - Oakley | - Ophir - Park City - Riverton - Rush Valley - Sandy - South Jordan - South Salt Lake - Stockton - Taylorsville - Tooele - Vernon - Wendover - West Jordan - West Valley City |

Áreas no incorporadas
| - Canyon Rim - Copperton - Dugway - East Millcreek - Echo - Emigration Canyon - Erda - Granite - Kearns - Magna - Millcreek | - Millcreek - Mount Olympus - North Snyderville Basin - Pine Canyon - Samak - Snowbird - South Snyderville Basin - Stansbury Park - Summit Park - White City - Woodland |